# Pavona frondifera
Pavona frondifera is een rifkoralensoort uit de familie van de Agariciidae. De wetenschappelijke naam van de soort werd voor het eerst geldig gepubliceerd door Jean-Baptiste de Lamarck.